# 成正寺 (大阪市)
成正寺（じょうしょうじ）は、大阪市北区にある日蓮宗の寺院。旧本山は身延山久遠寺。生師法縁。

## 概要
増長院日秀の開山で、慶長9年（1604年）建立された。境内に大塩平八郎の墓があることで知られる。昭和20年（1945年）大阪大空襲で焼失し、大塩平八郎の墓も破壊されたが再建された。

### 大塩家との関わり
大塩平八郎の家元である大塩家本家は江戸時代以降、名古屋自壁町を本拠とし、身延山直末大光寺を菩提寺としていたが、大阪町奉行の与力となった分家が本家の縁故で、同じ身延山末の成正寺を菩提寺とした。

### 未生流華道との関わり
未生流華道の二代目未生斎広甫の墓所がある。現在の墓石は太平洋戦争の空襲による破損後、戦後になって再建されたもの。

## 境内
- 大阪市顕彰碑
- 大塩平八郎の乱の碑

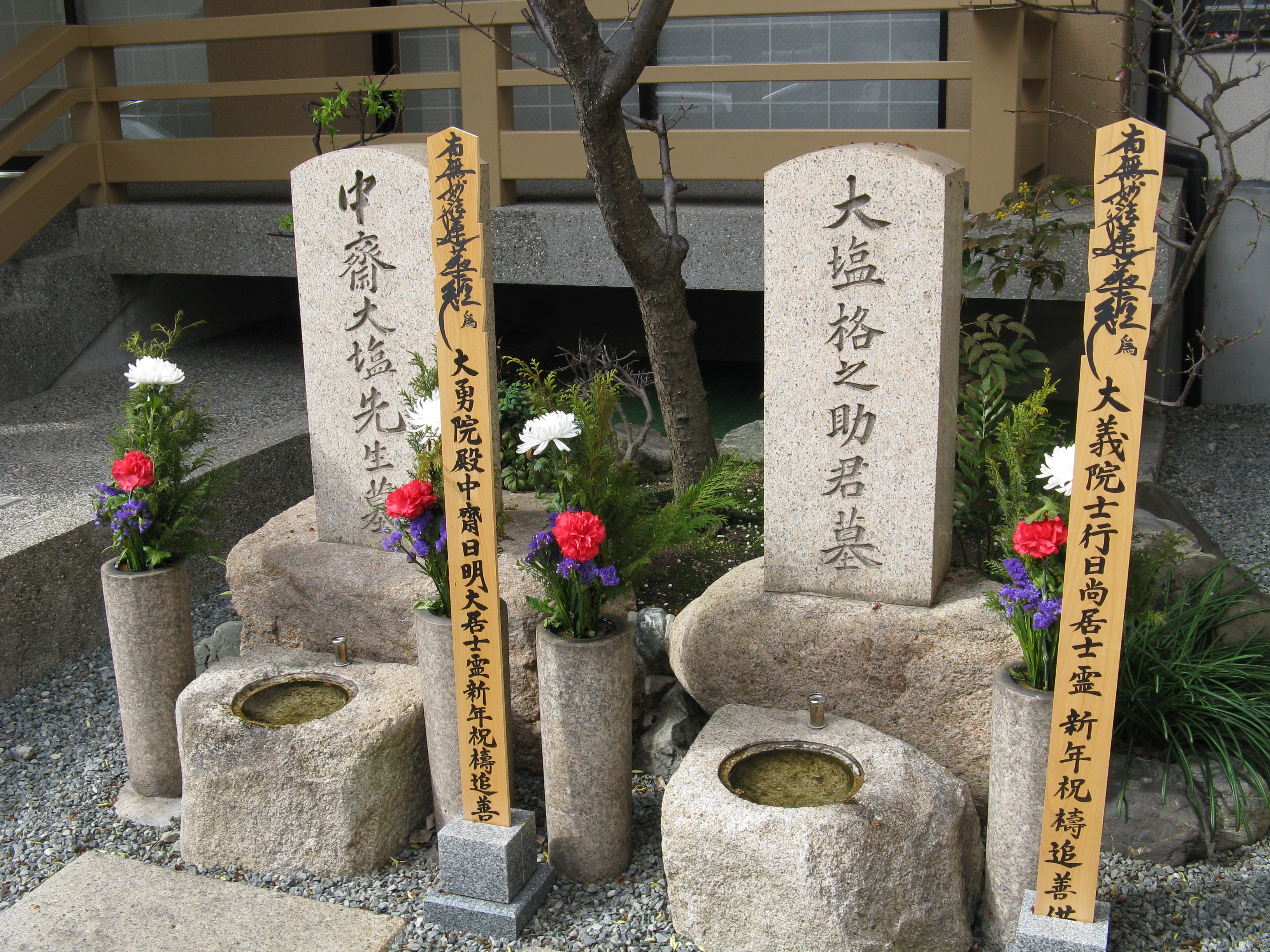
大塩中斎墓

- 大塩中斎墓 1897年（明治30年）田能村直入が建立。
- 未生斎法眼の墓

## 脚註
1. ↑  有光友信「大塩平八郎と大阪天満成正寺」1995.10.25（大塩の乱資料館本館）

## 参考資料
- 有光友信「大塩平八郎と大阪天満成正寺」